# In Apple Blossom Time
In Apple Blossom Time (ook bekend als I'll Be With You In Apple Blossom Time of Apple Blossom Time) is een lied uit 1920. Het lied werd gemaakt door Albert Von Tilzer en Neville Fleeson. Von Tilzer schreef de compositie en Fleeson de tekst.

## Covers
Het lied is vele malen gecoverd door verscheidene artiesten, waaronder:
- Artie Shaw
- Harry James
- The Andrews Sisters
- Vera Lynn
- Nat King Cole
- Jo Stafford
- Anne Shelton
- Chet Atkins
- Louis Prima
- Tab Hunter
- Ray Conniff
- The Bachelors
- Wayne Newton
- Barry Manilow
- Emmy Rossum